# Araneus amblycyphus
Araneus amblycyphus är en spindelart som beskrevs av Simon 1908. Araneus amblycyphus ingår i släktet Araneus och familjen hjulspindlar.
Artens utbredningsområde är Western Australia. Inga underarter finns listade i Catalogue of Life.